# Oleg Ivanovics Szkripocska
Oleg Ivanovics Szkripocska (orosz: Олег Иванович Скрипочка; Nyevinnomisszk, Sztavropoli határterület,  1969. december 24.–) orosz űrhajós.

## Életpálya
1990-1993 között az Energija vállalat technikusa. 1993-ban a Moszkvai Bauman Állami Műszaki Egyetemen kapott gépészmérnök oklevelet. 1996-tól a űrhajók indítását elősegítő földi berendezések mérnöke. I. osztályú ejtőernyősként 2008-ig több mint 300 ugrást hajtott végre.
1997. július 28-tól részesült űrhajóskiképzésben. A Jurij Gagarin Űrhajós Kiképző Központban részesült kiképzésben, sikeres vizsgák után megkezdhette szolgálatát. Egy űrszolgálata alatt összesen 159 napot, 8 órát, 43 percet és 5 másodpercet töltött a világűrben. Három űrsétát (kutatás, szerelés) hajtott végre, összesen 16 órát 39 percet tartózkodott az ISS űrállomáson kívül.

## Űrrepülések
Szojuz TMA–01M fedélzeti mérnök. Űrszolgálata alatt összesen 159 napot, 8 órát, 43 percet és  05 másodpercet töltött a világűrben. Három űrsétát (kutatás, szerelés) hajtott végre, összesen 16 órát 39 percet tartózkodott az ISS űrállomáson kívül.

### Tartalék személyzet
Szojuz TMA–12 fedélzeti mérnök.

## Kitüntetések
- Megkapta az Arany Csillag kitüntetést.